# 莫斯塔尔古桥
莫斯塔尔古桥（也称莫斯塔尔老桥）是波斯尼亚和黑塞哥维那莫斯塔尔的一座16世纪的单拱石桥，古桥横跨内雷特瓦河。在矗立了四百多年后，该桥于1993年11月9日毁于波斯尼亚战争。经重建后，于2004年7月23日重新开放。2005年，该桥及周边地区被联合国教科文组织列为世界遗产。

## 位置
莫斯塔尔古桥横跨莫斯塔尔的内雷特瓦河。而古橋的所在地莫斯塔爾就是以這座橋命名的。该城市为波黑第四大城市，为波斯尼亚和黑塞哥维那联邦黑塞哥維那-內雷特瓦州的中心，也是黑塞哥维那非官方的首都。

## 数据
莫斯塔尔古桥呈拱形，4米宽，29米长。桥的两头各有一个石砌桥头堡。桥拱采用本地的石头建造。由于拱的内弧面大量不规则的变形导致了目前拱的形状。桥的墩台为石灰石，与水边悬崖边上的翼墙相连。

## 历史

### 建造
原桥由苏莱曼一世于1557年下令建造，取代原有的稳定性差的木制吊桥。建筑工程从1557年开始，耗时9年。根据记载桥于伊斯兰历974年竣工，转换成公历即1556年7月19日到1567年7月7日之间。关于桥的建造过程知之甚少，记载并保留下来的为传说和记忆，桥的建造者为Mimar Hayruddin。这是一座空前规模的桥梁，如果失败则处以死刑，据记录设计师准备好在脚手架最终从完全落成的桥梁移走的那一天举行葬礼。在桥梁竣工后，它成为世界上最宽的人工建造的拱桥。某些相关的技术问题至今仍然是一个谜：如何架设棚架；如何把石头从河的一侧运到另一侧；如何在这么长的建造周期内让脚手架保持可靠等。因此，这座桥梁可以列入当时最伟大的作品。

### 毁坏
古桥矗立了427年后于1993年11月9日波斯尼亚战争期间被摧毁。在毁坏后，一座临时的缆桥建造在原址。
波黑克族炮击应为桥梁毁坏负责。在莫斯塔尔古桥毁坏后，波黑克族发言人承认出于战略的重要性，他们故意摧毁它。克罗地亚国防委员会曾试图从波黑塞族的防御设施保护该桥，11月8日开始炮轰桥梁。
然而，3个萨格勒布的工程师，其中一人在审讯中作证克罗地亚国防委员会无须对桥梁的毁坏负责，桥梁由于波斯尼亚领土范围内启动的地雷而摧毁。一位德国专家认为这个分析在技术角度上是合理的。
克罗地亚国防委员会指挥官斯洛博丹·普拉利亚克（Slobodan Praljak），目前因他下令破坏大桥正被前南斯拉夫问题国际刑事法庭指控。主审法官让-克劳德·安东内蒂（Jean-Claude Antonetti）最近表示，目前还不能证明克罗地亚国防委员会的军队毁坏了古桥，也没能证明谁以何种方式毁坏古桥。

### 重建
战争结束后，重建桥梁的计划被提上了日程。世界银行、联合国教科文组织、阿加汗文化信托基金和世界文化遗产基金会组成联盟，以监督莫斯塔尔古桥和古城中心的重建。意大利、荷兰、土耳其、克罗地亚、欧洲理事会发展银行，以及波黑政府也提供了其他资金。
1998年10月，UNESCO成立了一个专家组成的国家委员会检查设计和重建工作。根据决定，尽量按照原貌恢复，使用同样的技术和材料。匈牙利军队的潜水员从河中捞起原来的石料供桥梁建造使用，不足部分则从当地的采石场获得石料。重建开始于2001年6月7日，2004年7月23日落成。

## 跳水传统
古桥跳水是莫斯塔尔一项古老传统，曾是当地风俗中的男子成年仪式。这一跳水传统可以追溯到大桥落成时代，不过首次记载的时间是1664年。1968年开始每年夏天举行正式的跳水比赛。在大桥落成后，首个跳水者是Enej Kelecija，他是当地人如今在美国居住。現今，橋上也會有人收到足夠的錢後，表演跳水。